# Abdullah Zubromawi
Abdullah Sulaiman Zubromawi (Dzsidda, 1973. november 15. –) szaúd-arábiai válogatott labdarúgó, hátvéd.

## Pályafutása

### Klubcsapatban
1994 és 2001 között az el-Áhlí, 2001 és 2006 között az el-Hilál, 2006 és 2009 között a Damak labdarúgója volt.

### A válogatottban
1994 és 2002 között 122 alkalommal szerepelt a válogatottban és négy gólt szerzett. Három világbajnokságon (1994, 1998, 2002) és egy olimpián (1996, Atlanta) vett részt.

## Sikerei, díjai
Szaúd-Arábia
- Ázsia-kupa
  - győztes: 1996
  - ezüstérmes: 2000